# Эрендинген
Эрендинген (нем. Ehrendingen) — коммуна в Швейцарии, в кантоне Аргау.
Входит в состав округа Баден-Аргау. Коммуна находится в трёх километрах к северо-востоку от административного центра округа и образована 1 января 2006 года слиянием общин Оберерендинген и Унтеререндинген.
Население составляет 3884 человека (на 31 декабря 2007 года). Официальный код — 4049.

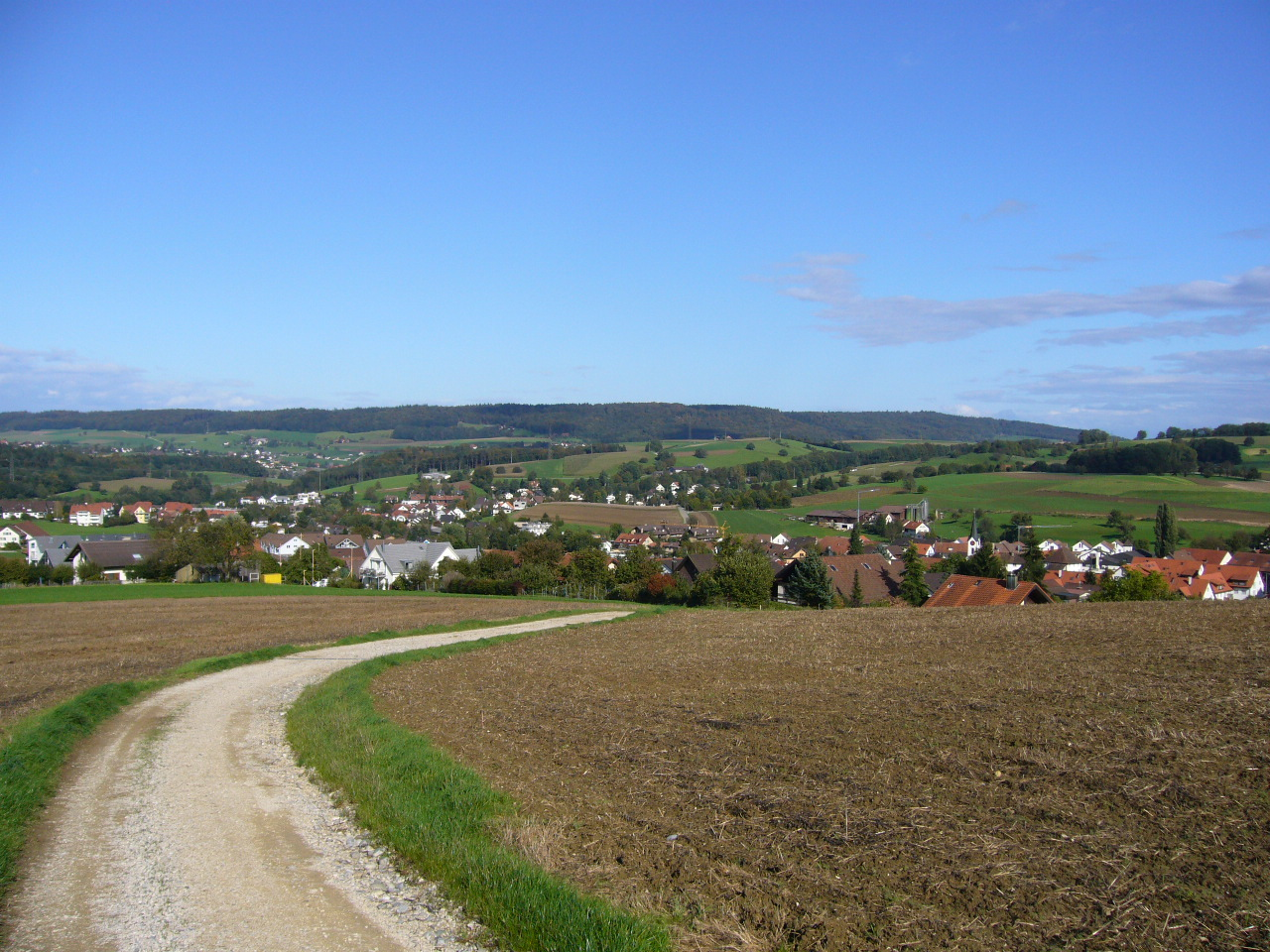
Эрендинген

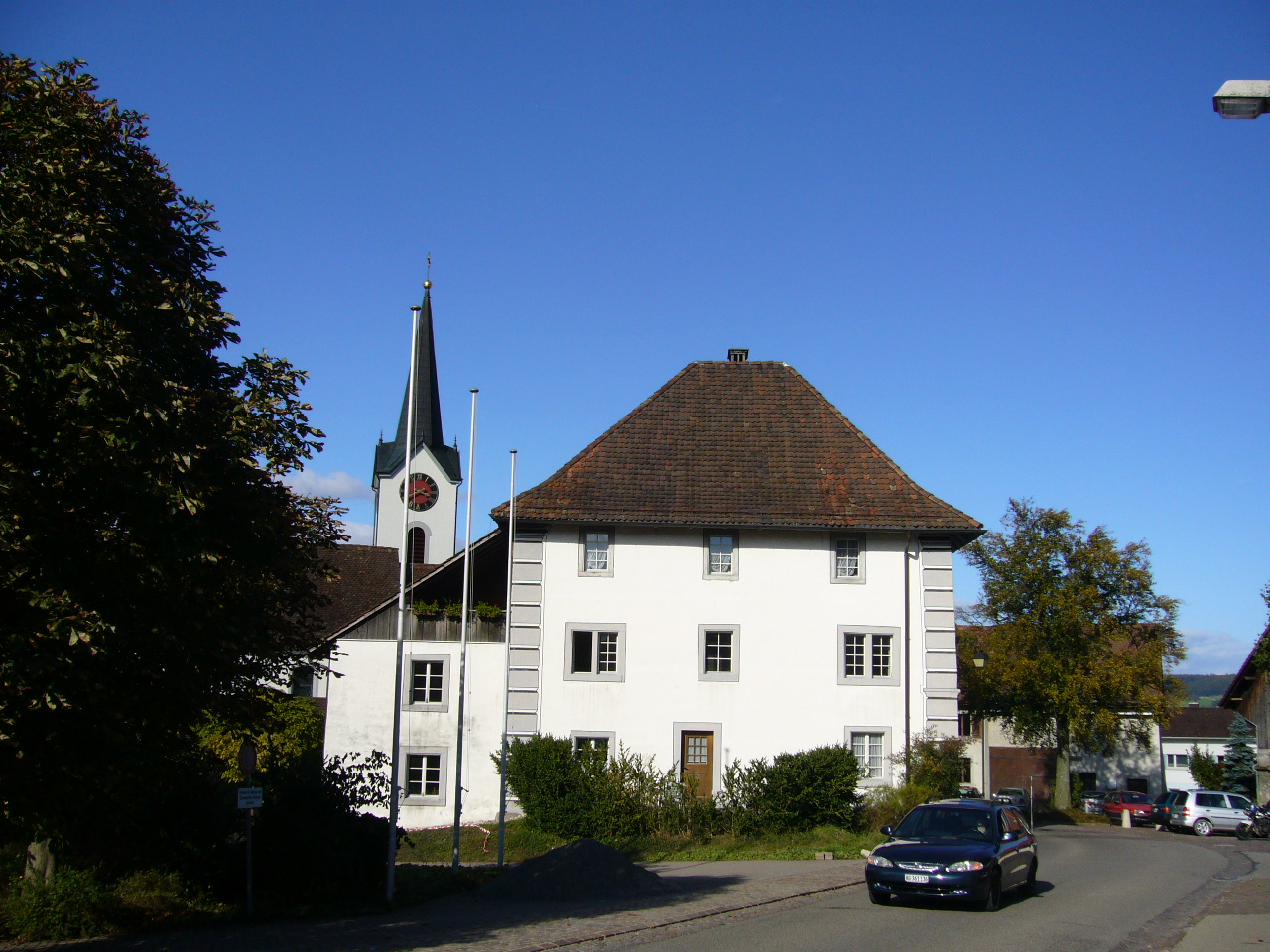
Церковь